# Александровский, Василий Дмитриевич
Василий Дмитриевич Александровский (1897, Смоленская губерния — 13 ноября 1934) — советский пролетарский поэт, автор поэм.

## Биография
Родился 15 января 1897 года в деревне Баскаково Сычевского уезда Смоленской губернии в крестьянской семье. В 1908 году окончил земское училище и уехал в Москву, где жил с матерью. Год проучился в городском училище, а затем работал в кожевенной мастерской. В 1916 году был призван в армию; участвовал в Первой мировой войне. Через полгода был ранен на Галицийском фронте и, получив освобождение от военной службы, снова работал — сначала в той же кожевенной мастерской, а потом на железной дороге.
Его первое стихотворение было напечатано в журнале «Живое Слово» в 1913 году. С этого времени он печатался: в «Луче», «Правде», «Рабочей Газете», и других пролетарских изданиях; участвовал в работе и изданиях Суриковского кружка писателей из народа.
В 1917 году он был принят в ВКП(б). В 1918—1919 годах Александровский был активным членом московской организации Пролеткульта, в печатных органах и издательстве которого он опубликовал много стихов и три отдельных сборника; впоследствии получил оценку как одного из наиболее видных поэтов Пролеткульта, наряду с И. И. Садофьевым и А. И. Машировым-Самобытником. Вместе с другими пролетарскими поэтами Александровский вышел из Пролеткульта и участвовал в создании литературного объединения «Кузница», стремившегося к дальнейшему развитию самостоятельного пролетарского искусства, не руководимого партией. Поначалу Александровский играл здесь ведущую роль. Как и многие другие поэты, воодушевленные революцией, Александровский испытывал большое разочарование с наступлением новой экономической политики (НЭП).

## Творчество

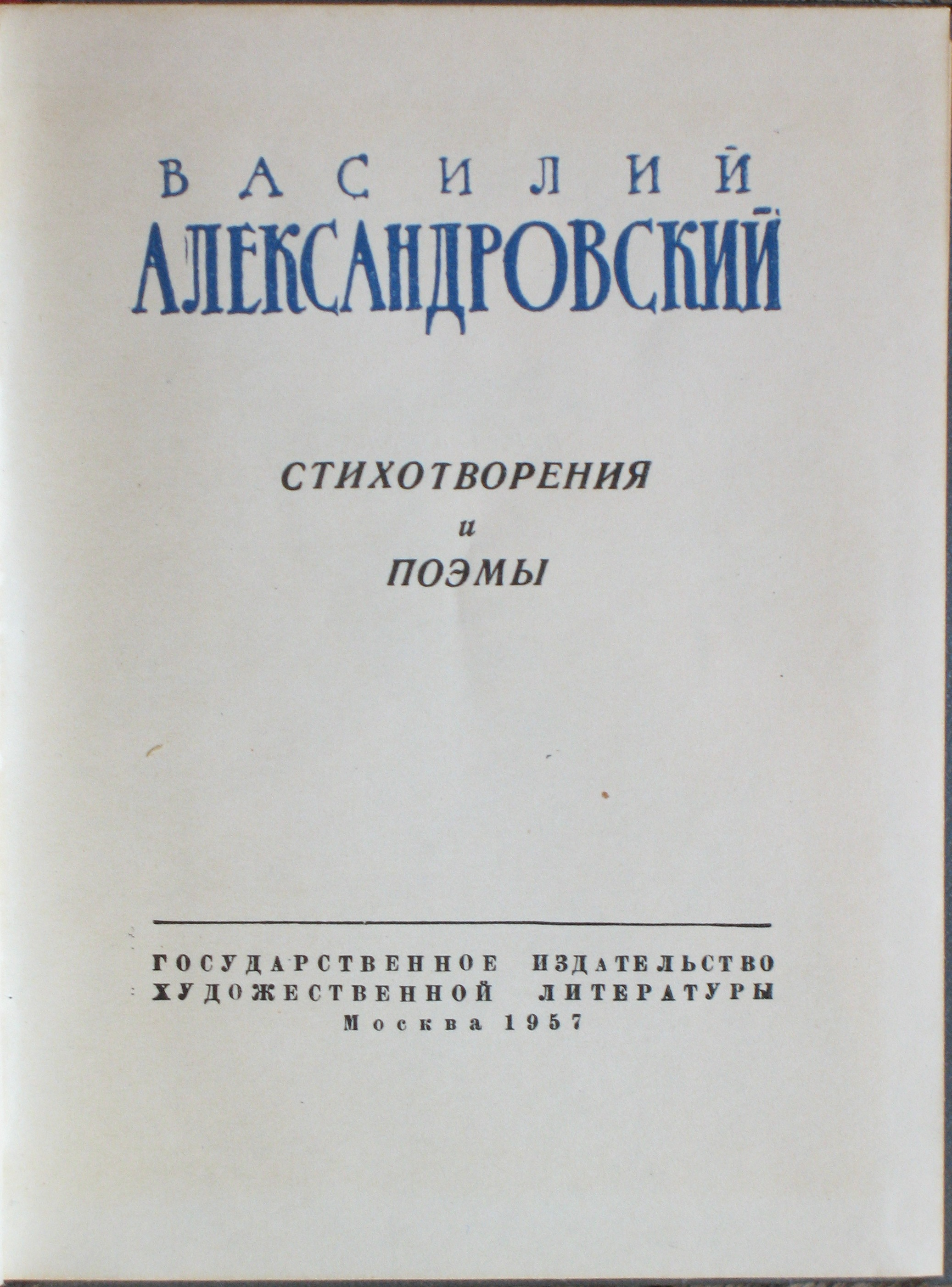
Титульный лист одной из книг стихов, изданной в 1957 году

Его литературно-творческая активность ограничена периодом 1917—1925 годов. В 1919—1926 годах вышло 13 книг его стихотворений и поэм. Впоследствии прекратил творческую деятельность по состоянию здоровья.
- Завод огнекрылый : Сборник стихов / В. Александровский, М. Герасимов, И. Ерошин, Б. Николаев. — Москва : Пролеткульт, 1918. — 78 с.
- Рабочий поселок : [Стихотворения]. — М. : Моск. пролеткульт, 1919. — 72 с.
- Север : Стихотворения. — [М.] : Моск. пролеткульт, 1919. — 30 с.
- В. Александровский // Чугунный улей: [сборник пролетарских писателей]. — Вятка : Государственное издательство, 1921. — С. 5—11.
- Россыпь огней : Стихи и поэмы. — М. : «Кузница», 1922. — 78, [2] с.
- Звон солнца : Стихи и поэмы. — М. : «Кузница», 1923. — Кн. 1. — 178 с.
- Поэма о Пахоме. — М. : «Красная новь», 1923. — 24 с. с ил.
- Шаги : Поэмы и стихи. — [М.] : «Московский рабочий», 1924. — 100 с.
- Ветер : Стихи и поэмы. — М. : Гос. изд-во, 1925. — 75, 3 с. — (Библиотека современной русской литературы).
- Подкованные годы : Стихи. — М. : «Современная Россия», 1926. — 62 с.
- Избранные стихи. — Москва : Огонек, 1926. — 32 с. — ([Библиотека «Огонек», № 129]).
- Костер : Стихи. 1918—28. — М. : Изд-во «Федерация», 1929. — 157, 3 с. — 3 000 экз.
- Годы : Избранные стихи. — М. : Моск. т-во писателей «Итернациональная», 1932. — 97, 3 с., Супер обл., папка.
- Стихотворения и поэмы / Сост.: В. В. Казин ; [Вступ. статья С. Родова]. — Москва : Гослитиздат, 1957. — 207 с., 1 л. портр. — (Б-ка советской поэзии).

Сборники и антологии
- Пролетарские поэты первых лет Советской эпохи. — Большая серия. Второе изд-ние. — Л.: Советский писатель, 1959. — В. Д. Александровский С.77-140; 588 с.; ил. —  10 000 экз. (Библиотека поэта)